# 井上義雄
井上 義雄（いのうえ よしお、1865年（元治2年） - 1920年（大正9年）8月4日）は、明治時代・大正時代の将棋棋士。八段。山城国紀伊郡伏見町字油掛（現：京都府京都市伏見区）の出身。本名は池上益太郎。

## 棋歴
生家は扇子屋を営んでいたという。8歳で原田仁平二段に手ほどきを受け、翌年の大会では堀半七五段と4枚落ちで指し分けたという。16歳で大阪の小林東伯斎八段に二段で入門。小林は天野宗歩の弟子である。
18歳で三段、23歳で五段となる。25歳になってからは四国、中国、九州で将棋修行をした。3年後に大阪に戻り、六段となる。2年後に七段となった。ここまでの段位を認定したのは「大阪名人」と称された師の小林であると推測されている。
1906年、42歳のときに上京し、八段（準名人）を許されたという。関根金次郎（後の十三世名人）は、井上より2年先に八段昇段を果たしていたが、年長者である井上を常に立てていたという。また、関根は当時の名人小野五平と不仲であり、まず井上に名人を譲らせてから名人を襲位しようと画策したこともあるという。
1907年10月、当時の三人の八段である、関根・井上・小菅剣之助の平手対局が神戸新聞により企画され、井上は関根と四番戦うが一勝三敗となる。
1909年、関根とともに「将棋同盟会」を結成したが、翌1910年に離脱し「将棋同志会」を結成。
1915年、小野名人の後継者を決定するための大会が柳沢保恵伯爵らのはからいで開催される（柳沢主催将棋大会）。同年4月、開幕は小野が自身の後継者と目していた坂田三吉八段と関根が対戦する手はずであったが、関根の都合で代わりに井上と坂田の対戦が実現し、井上が敗れた。坂田との対戦は先後2局の予定であったが、井上は延期を申し入れ、坂田は代わりに土居市太郎六段（関根の弟子）と対戦している。同年12月、井上は今度は関根と対戦、一勝一引き分け（持将棋）となる。坂田に対して劣勢となった関根は苦しい立場となったが、坂田が土居七段に連敗したために窮地を脱している。
1920年、小野名人に先立ち井上は急死。56歳。死因は心臓病であった。

## 人物
- 土居市太郎の回顧談によると、「すごぶる長身で、口ヒゲを蓄え、眼光鋭い美男」であったという。
- 連珠の打ち手でもあり、そこでも八段を許されていた。三上雄石（第二世名人）の師でもある。
- 囲碁も強く、「囲碁・連珠・将棋教授」の看板を出していた[6]。

## 弟子
実力制名人や日本将棋連盟（東京将棋連盟）の成立前に亡くなっているため、連盟に所属した物故棋士とは紹介されないものの、連盟公式サイトの棋士系統図においては祖の一人となっている。
後の将棋連盟所属棋士にも系譜が続いている直弟子としては大崎熊雄と宮松関三郎の2名がおり、それぞれ多くの弟子を輩出した。しかしながら2022年現在、井上門下の系譜の現役棋士は郷田真隆のみとなっている。
また、一番弟子は金易二郎であったが（このときに一時、金易雄と改名した）、後に関根門下に鞍替えしている（逆破門説もある）。